# Bojan Globočnik
Bojan Globočnik, slovenski smučarski skakalec, * 26. februar 1962, Kranj, † avgust 2021.
Globočnik je za Jugoslavijo nastopil na Zimskih olimpijskih igrah 1984 v Sarajevu, kjer je na srednji skakalnici osvojil 40. mesto. V svetovnem pokalu je najboljšo uvrstitev dosegel 4. januarja 1984 na tekmi turneje štirih skakalnic v Innsbrucku, ko je zasedel 49. mesto.